# Sociedad Hidroeléctrica del Chorro
La Sociedad Hidroeléctrica del Chorro fue una empresa de energía hidroeléctrica que operó desde principios del siglo XX en la provincia de Málaga. Fue la segunda empresa hidroeléctrica española tras Hidroeléctrica Ibérica, fundada en 1901.
Como otras empresas malagueñas de la época, la Hidroeléctrica del Chorro fue un proyecto de la oligarquía local. Concretamente, el proyecto fue dirigido por Jorge Loring Heredia, Isabel Heredia Loring (esposa del ingeniero Rafael Benjumea) y Francisco Silvela, presidente del Consejo de Ministros y cuñado de Jorge Loring.
Fundada en 1903 con un capital de dos millones de pesetas, la primera central se puso en marcha un año más tarde para suministrar energía a las dos empresas distribuidoras de electricidad de la ciudad de Málaga: la Fiat Lux y la The Málaga Electricity Company, así como a algunas fábricas de la familia Larios, las concesionarias de los travías y los Ferrocarriles Suburbanos de Málaga.
En sus orígenes, la sociedad dependía del irregular estiaje del río Guadalhorce, por lo que sufrió problemas financieros. Sin embargo, gracias a las graves inundaciones de 1907, la empresa se benefició de la ley de auxilios para obras hidráulicas de 1911, mediante la cual se puso en marcha la construcción del embalse del Guadalhorce, que garantizó la producción de hidroelectricidad una vez terminado en 1921.
A partir de ese año, la empresa absorbió a la Eléctrica Malagueña y The Málaga Electricity Company y en 1923 se hizo con los Tranvías de Málaga.
La Hidroeléctrica del Chorro operó hasta 1967, cuando fue absorbida por su principal competidora en el mercado andaluz, la Compañía Sevillana de Electricidad.